# El Valle (Granada)
El Valle és un municipi de la província de Granada, Comunitat autònoma d'Andalusia, amb una superfície de 25,91 km², una població de 1151 habitants (2004) i una densitat de població de 44,42 hab/km². Està compost per les poblacions de: Melegís, Restabal i Saleres.